# 에드먼드 머스키
에드먼드 식스터스 "에드" 머스키(Edmund Sixtus "Ed" Muskie, 1914년 3월 28일 ~ 1996년 3월 26일)는 미국의 민주당 정치인이었다. 그는 1959년부터 1980년까지 21년 동안 메인주의 연방 상원을 지내면서 1968년 민주당 부통령 선거 후보 지명자이자 1972년 잠시 대통령 선거 후보였으며 1960년대와 1970년대 동안 도시 문제와 환경에 국내 정책을 공식화한 핵심 의회적 지도자들 중의 하나였다. 1980년 5월 8일 사이러스 밴스 국무장관의 사임으로 지미 카터 대통령 행정부의 나머지 기간 동안 국무장관을 지내기도 하였다.

## 어린 시절
메인주 럼퍼드에서 스티븐과 조제핀 머스키에게 태어났다. 부친 스티븐 머스키는 1882년 당시 러시아 제국의 일부였던 폴란드에서 스테판 마르치셰프스키 (폴란드어: Stefan Marciszewski)란 본명으로 태어났다. 젊은 폴란드인들이 차르의 군대로 자주 징집되었기 때문에 스티븐이 12세때 그의 부모는 재단사에게 도움을 주는 데, 그리고 17세때 폴란드를 떠나기 위하여 주선하였다.
잉글랜드에서 3년을 지낸 후, 스티븐은 1903년 미국에 도착하여 펜실베이니아주 딕슨시티에 정착하고 성을 머스키 (Muskie)로 바꾸었다. 그는 1911년 버펄로의 폴란드계 여성 조제핀 차르네츠카에게 결혼하였다. 메인주에서 그들의 신혼 여행 중에 부부는 럼퍼드에 정착하기로 결정하였다. 3년 후에 6명의 자녀들 중에 둘째인 에드먼드는 거기서 태어났다.
머스키 가족은 메인주 서부의 제재소 촌 럼퍼드에서 단 3의 폴란드인 가족들 중의 하나였으며 어린 에드먼드는 자주 자신의 선조와 종교에 관하여 학교 운동장 조롱의 주제였으며, 연장 머스키가 그 촌에서 몇몇의 민주당원들 중의 하나로서 후에 부친의 정치를 찾아냈다. 그럼에 불구하고, 머스키는 고등학교에서 탁월하였고, 근처에 있는 베이츠 칼리지에서 작은 장학금을 얻었다. 그는 1936년 베이츠 칼리지로부터 문학사, 그리고 1939년 코넬 대학교로부터 법학 학위와 함께 졸업하였다.

## 메인주 민주당원으로서 승리

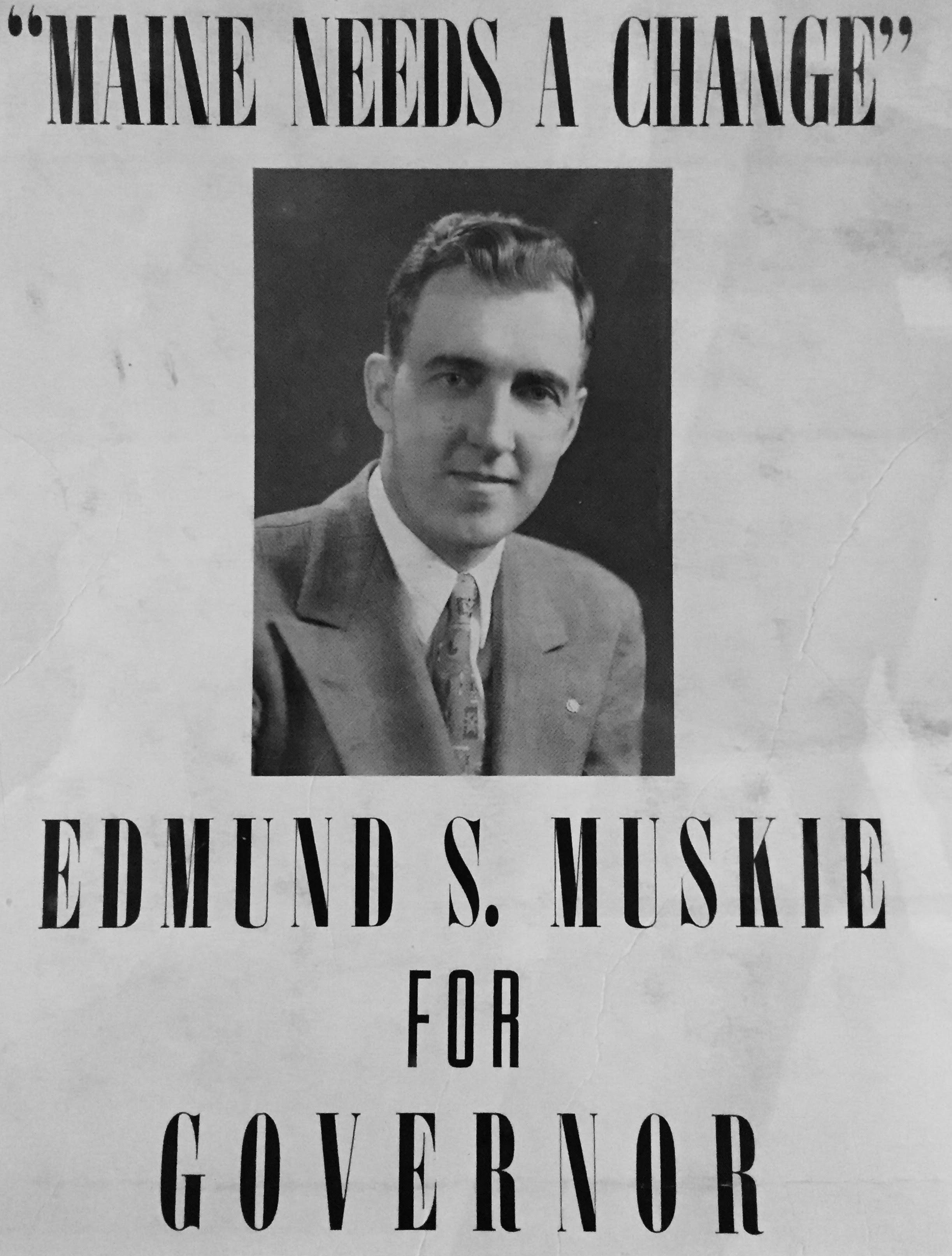
메인주 지사직을 위한 머스키의 선거 운동 포스터

1940년 머스키는 메인주 워터빌에서 법률를 실행하기 시작하였으나 그의 경력은 제2차 세계 대전이 일어난 동안 해군 복무에 의하여 중단되었다. 그가 귀국하였을 때 그는 민주당원으로서 1946년 메인주 입법부를 위하여 나가는 데 결정하였다. 머스키의 정치적 소속은 특별히 놀라운 일은 아니었으며, 프랭클린 D. 루스벨트 대통령의 뉴딜은 정치적으로 머스키에게 거대하게 영향을 주었다. 뉴딜 입법은 그의 교육을 위하여 기금을 마련하는 도움을 주었꼬, 그가 지지한 원인들을 흥행하였다.
그의 정치적 충성은 개인적으로는 합리적이지만 그럼에 불구하고 압도적으로 공화당의 주에서 책임인 것 같았다. 그러나 머스키는 도전을 받아들였다. 캠페인이 있던 동안 기자에 의하여 왜 그가 메인주에서 민주당원이었나에 의문되었을 때 그는 "글쎄 만약 내가 남부에 살았다면 난 아마 공화당원이었을 것입니다. 누군가 그렇게 해야 합니다."라고 비틀거리며 답하였다.
1946년 입법 경주에서 머스키는 놀라운 승자였으며 주의 입법부에서 3개의 기간을 지냈고, 1954년 20년 만에, 그리고 한 세기에 두번째 만으로 메인주의 첫 민주당 지사가 되었다. 머스키의 개인적 인기는 메인주 정치에서 권력으로서 민주당을 재설립하는 도움을 주었다. 공화당 지배의 주 입법부와 함께 경제적 개발, 재정 보수주의와 협동에 관한 그의 흥행은 많은이들이 "머스키 공화당원"들이 되는 데 자신들의 공천 후보들을 분할한 주의 투표인들에게 애원하였다. 1958년 한세기 가까이 머스키가 연방 상원으로 선출된 주의 첫 민주당원이 되었을 때 다른 민주당원들은 메인주의 3개의 선거구 중에 2개에서 주지사와 미국 의회로 선출되었다. 머스키는 1964년, 1970년과 1976년 연방 상원으로 재선되었다.

## 자유주의, 근면한 상원
머스키 상원은 곧 입법을 쓰고 제정한 것에 숙련가로서 평판을 개발하였다. 메인주의 지사로서 그의 세월 동안 필요했던 기술로 2당파의 지지를 얻는 데 제안을 수정하려는 그의 의지는 머스키를 상원의 가장 효과적이고 존경을 받는 의원들 중의 하나로 만들었다. 미국 상원 예산위원회의 의장으로서 머스키는 미국주택도시개발부 (1965년)과 모델 도시 법령 (1966년)의 창조를 포함한 도시 문제와 함께 제휴된 국가 입법의 거의를 위하여 책임이 있었다.
머스키는 1963년과 1976년 사이에 그가 후원한 10개의 주요 법안들에 반영된 우려인 환경의 열렬한 수호자였다. 그 대책들은 수질 법령 (1965년), 대기질 법령 (1967년)과 1975년까지 무공해 차량들을 요청한 국내 대기질 법령 (1970년)을 포함하였다. 머스키는 1970년에 설립된 환경 보호국의 핵심 지지자였다.
머스키의 입법적 성공들은 또한 중개소 실패에 투자인들을 보험한 증권 투자자 보호법 (1970년)과 국가안전보장을 타협하지 않은 공공 정부 문서들로 사용 가능하도록 승인된 독립 이사회를 창조한 정부 진실법 (1972년)을 포함하였다. 1973년 그는 리처드 닉슨 대통령의 거부권에 통과한 전쟁 세력 법령의 상원 회의장 지휘자였다. 법령은 전쟁을 일으키는 결정들에서 대통령과 의회의 권위에 명확하게 정의를 내렸다. 사회 보장 연금에서 머스키가 지지한 증가들은 교육, 민권 대책, 국가의 복권 초안과 18세를 위한 투표로 연방적 원조를 지속하였다. 베트남 전쟁에서 미국의 연루의 초기 지지자였어도 1969년까지 그는 그 지도적인 비평가들 중의 하나가 되었다.

## 부통령과 대통령 선거 운동

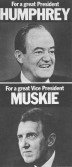
휴버트 호레이쇼 험프리와 머스키의 1968년 미국 대통령 선거 운동 포스터

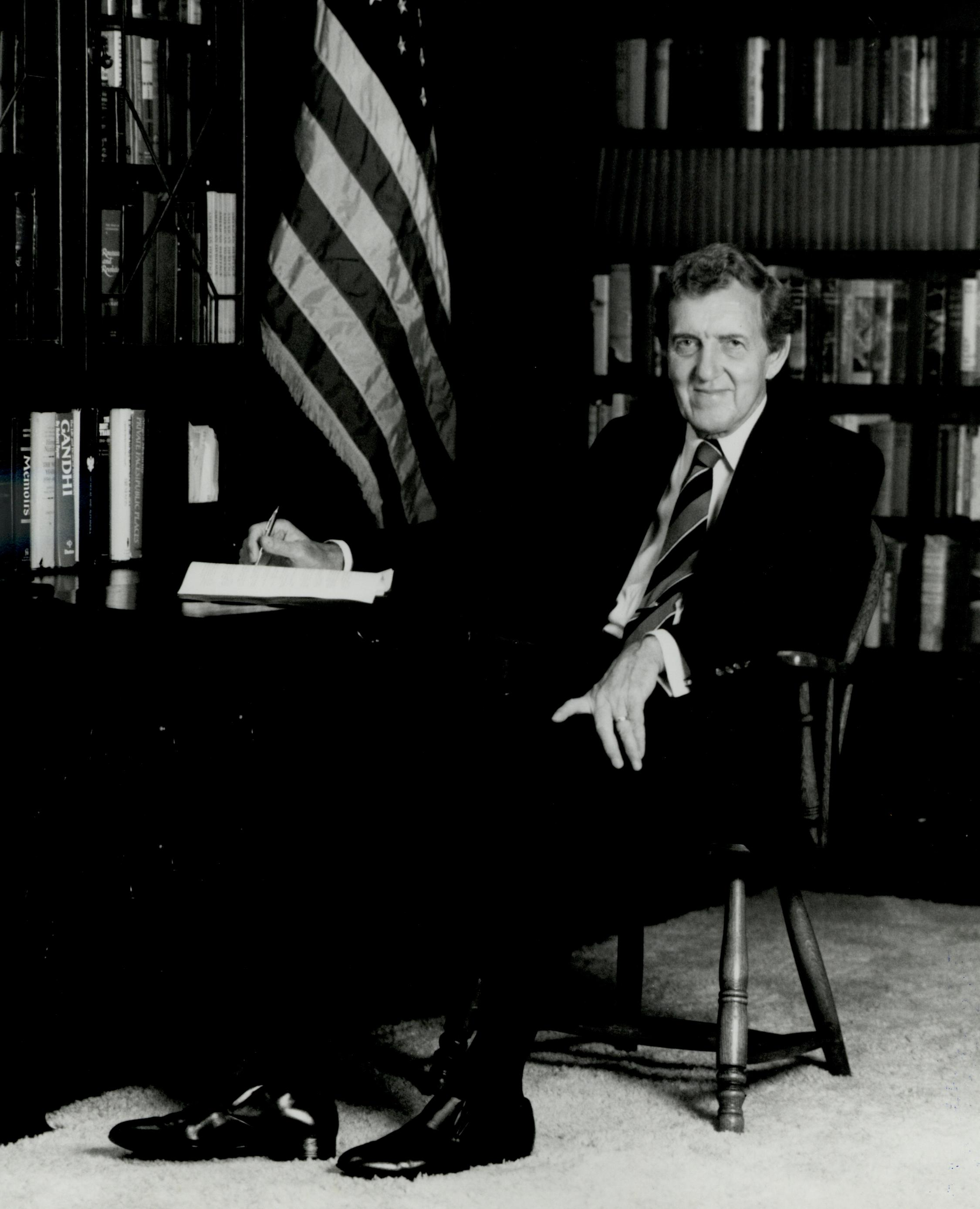
국무장관으로서 머스키의 공식 사진 (1980년)

머스키가 1972년 겨우 한번 대통령직을 위하여 공식적으로 선거 운동을 벌였어도 메인주 상원은 1960년 만큼 일찍이 국가 직무를 위하여 승진되었다. 머스키는 압도적으로 공화당의 주에서 1950년대를 통하여 자신의 선거 승리들 때문에 이미 메인주 외부에서 민주당 활동가들 중에 알려졌다. 한번 메인주에서 책임으로 간주된 그의 폴란드 계통은 민족 단체들 사이와 뉴욕주, 펜실베이니아주, 오하이오주와 매사추세츠주 같은 크고 투표가 많은 북동부의 주들에서 민주당 후보들과 함께 그를 인기있는 강의 회로 연설자로 만들었다. 1960년 머스키는 가능한 부통령 후보로서 잠시 언급되었다. 1964년 린든 B. 존슨 대통령은 자신이 미네소타주 상원 휴버트 호레이쇼 험프리를 골랐을 때까지 머스키가 자신의 부통령 선택일 것에 추측을 불러 일으켰다. 결국 1968년에 민주당 대통령 후보 지명자 험프리 부통령은 머스키를 자신의 러닝메이트로 골랐다. 공화당 후보 지명자들 리처드 닉슨 전 부통령과 메릴랜드주 지사 스피로 애그뉴가 쉽게 민주당원들을 꺾었어도 머스키의 인상적인 선거 운동 실행은 그를 전국적으로 유명하게 만들었다. 선거 운동이 있던 동안 머스키는 "메인주에서 우리는 당신이 침묵에 향상하지 않는 아무 것을 말하지 않는다는 것에 속담이었다."라는 응답으로 유명하였다.
1972년 1월 4일 머스키는 대통령직을 위하여 자신의 후보직을 공식적으로 공고하였다. 뉴햄프셔주와 일리노이주 예비 선거들을 이겼으나 매사추세츠주, 펜실베이니아주, 플로리다주와 위스콘신주에서 패한 후, 머스키는 1972년 4월 경주로부터 물러났다. 당의 인정된 선두 주자로서 그의 측근은 과신하였고, 모호하고 신중한 선거 운동을 지휘하였다. 그러나 머스키는 또한 자신의 가짜 모도 자료와 선거 운동 문헌을 배포하고, 상원의 연설들을 야유하고 선거 운동 통신을 방해하면서 닉슨의 대통령 입찰을 불신하는 데 시도한 닉슨 행정부의 "더러운 속임수" 선거 운동의 희생자였다.
머스키는 닉슨의 "더러운 속임수"에 잘 반응하지 않았다. 자신의 부인이 술에 취하고 숙녀답지 않은 매너에 행동하고, 자신이 프랑스계 캐나다인들을 묘사하는 데 "canuck"이라는 경멸적인 단어를 썼던 비난들에 대응하여 머스키는 매우 감정적이 되었다. 장면에 기자들은 눈송이들이 눈물의 출연을 주었던 주장을 그가 항상 부인하였어도 머스키가 울고 있었다는 것을 단언하였다. 그는 4월까지 경주의 외부에 있었다. 머스키는 후에 그 사건이 "나에 관하여, 내가 어떤 사람이었나에 관하여 사람들의 마음들을 바꾸었다. 그들은 강하고 견실한 남자를 찾고 있었고, 나는 약했다"는 것을 말하였다.
머스키는 국가 직무를 위하여 다시는 선거 운동을 벌이지 않았다. 하지만 그는 민주당의 연설자들 중의 하나로 남아있었고, 1976년 민주당 대통령 후보 지명자 지미 카터를 위하여 가능한 부통령 러닝메이트로 숙고되었다. 1980년 머스키는 카터 행정부에서 국무장관이 되는 데 자신의 연방 상원 의석을 사임하였고, 이란의 테헤란에서 14개월간 잡혀있던 52명의 미국인 인질들의 석방을 협상하는 데 일하였다. 머스키는 1981년 공직 생활로부터 퇴직하여 메인주로 돌아왔다. 그는 이란-콘트라 사건에서 레이건 행정부의 역할을 조사를 맡은 3인 위원회에 지내는 데 1986년 로널드 레이건 대통령에 의하여 공공 서비스로 도로 불렸다.
1987년 보고가 나왔을 때 그것은 레이건 대통령의 매우 비판적이었다.

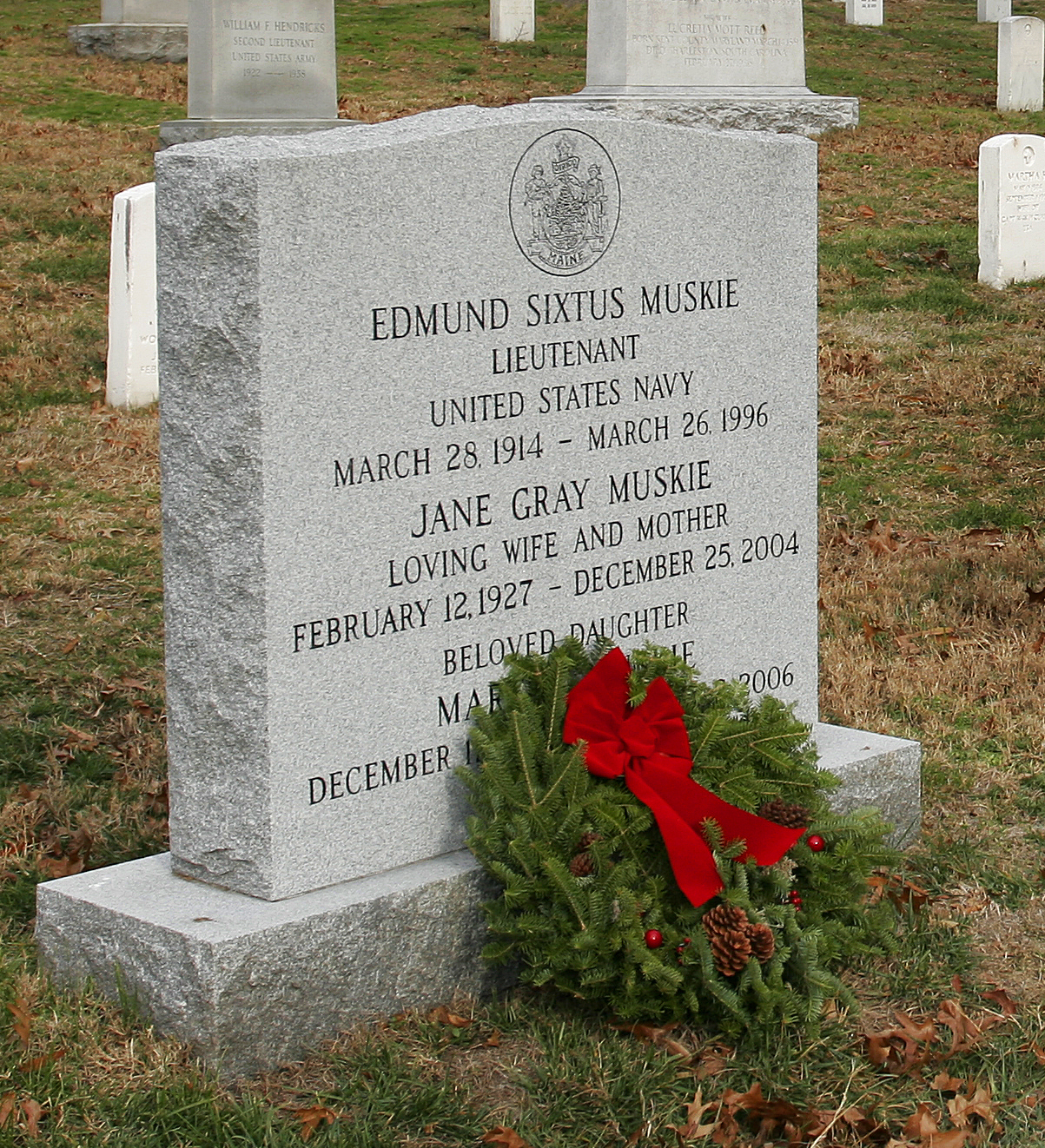
알링턴 국립묘지에 있는 머스키의 묘비

## 이후의 세월
정치 생활로부터 퇴직한 후, 머스키는 법률을 실행하여 워싱턴 D. C.와 메인주 사이에 자신의 시간을 나누었다. 1996년 3월 26일 82세 생일을 이틀 앞둔 체 심근경색으로 사망하였다. 반응에 빌 클린턴 대통령은 머스키가 "헌신적인 입법자이며 상냥한 공무원이었다."는 것을 말하면서 추모하였다.
머스키는 알링턴 국립묘지에 안장되었다.

## 역대 선거 결과
| 선거명      | 직책명                | 대수 | 정당   | 득표율 | 득표수 (선거인단)    | 결과 | 당락                 |
| ----------- | --------------------- | ---- | ------ | ------ | -------------------- | ---- | -------------------- |
| 1954년 선거 | 메인 주지사           | 64대 | 민주당 | 54.49% | 135,673표            | 1위  | 메인 주지사 당선     |
| 1956년 선거 | 메인 주지사           | 64대 | 민주당 | 59.17% | 180,254표            | 1위  | 메인 주지사 당선     |
| 1958년 선거 | 상원의원 (메인 제1부) | 86대 | 민주당 | 60.76% | 172,704표            | 1위  | 메인주 상원의원 당선 |
| 1964년 선거 | 상원의원 (메인 제1부) | 89대 | 민주당 | 66.62% | 253,511표            | 1위  | 메인주 상원의원 당선 |
| 1968년 선거 | 미국의 부통령         | 39대 | 민주당 | 42.72% | 31,275,166표 (191명) | 2위  | 낙선                 |
| 1970년 선거 | 상원의원 (메인 제1부) | 92대 | 민주당 | 61.74% | 199,954표            | 1위  | 메인주 상원의원 당선 |
| 1976년 선거 | 상원의원 (메인 제1부) | 95대 | 민주당 | 60.20% | 292,704표            | 1위  | 메인주 상원의원 당선 |